# Свилен Шитов
Свилен Янчев Шитов е български политик от ГЕРБ, общински съветник (2007 – 2015) и кмет на Девня (от 2015 г.). Той е председател на местна инициативна група „МИГ Девня – Аксаково“, която реализира редица проекти.

## Биография
Свилен Шитов е роден на 25 юли 1975 г. в град Девня, Народна република България. Завършва висшето си образование в сферата на компютърните технологии, а по-късно се занимава с частен бизнес.

### Политическа дейност
В периода от 2007 до 2015 г. е общински съветник от ГЕРБ в община Девня. Бил е председател на Общинския съвет в Девня.
На местните избори през 2015 г. е кандидат за кмет на община Девня, издигнат от ГЕРБ. Избран е на първи тур с 2968 гласа (или 59,29%).
На местните избори през 2019 г. е кандидат за кмет на община Девня, издигнат от ГЕРБ. Избран е на първи тур с 3795 гласа (или 86,15%).
На местните избори през 2023 г. е кандидат за кмет на община Девня, издигнат от ГЕРБ.  Избран е на първи тур с 3178 гласа  ( или 82.87% ) 